# 葉生田采丸
葉生田 采丸（ばみゅうだ さいまる）は、日本の漫画家。大阪府出身、関東在住。

## 作風
美麗な女の子とアグレッシブなアクションの絵を得意としている。

## 作品リスト

### 漫画作品
- たたかえ! たらんてら（2006年 - 2007年、月刊少年ジャンプ、集英社） - 単行本全4巻。集英社マンガカプセルにおいて「ケータイ用フルカラー版」も配信。
- アルカナハート（2008年 - 2009年、月刊コンプエース、角川書店） - 単行本全2巻。
- ばみゅーだとらいあんぐる（2009年 - 2012年 、月刊アルカディア、エンターブレイン）
- ストーキン☆なう（2009年、ファミ通コミッククリア、エンターブレイン） - アンソロジー『恋するユニフォーム。』に収録。ISBN 978-4-04-726752-7
- 超次元ゲイム ネプテューヌ 〜めがみつうしん〜（原作：コンパイルハート、2010年 - 2013年、ファミ通コミッククリア、エンターブレイン） - 単行本全4巻
- 独裁者ジーク（原作：稲吉慶、2015年 - 2016年、少年ジャンプ+、集英社） - 単行本全3巻。
- グリム&グリッティ（原作：深山ユーキ、2017年 - 2018年、月刊ドラゴンエイジ、KADOKAWA） - 単行本全4巻。
- 殺戮のクインデッド －7人の女死刑囚－（2019年 - 2023年、 WEBコミックガンマぷらす、竹書房） - 単行本全5巻。
- 新世界ビルダーズ～クラス24「体」で生き残れ～（2024年 - 、WEBコミックガンマ、竹書房） - 連載中

### イラストレーション
- アカツキ電光戦記サントラポスター（2008年）